# Bosseval-et-Briancourt
Bosseval-et-Briancourt település Franciaországban, Ardennes megyében. Lakosainak száma 414 fő (2018. január 1.). Bosseval-et-Briancourt Donchery, Gernelle, Gespunsart, Issancourt-et-Rumel és Vrigne-aux-Bois községekkel határos.

## Népesség
A település népességének változása:
| Lakosok száma | 387  | 362  | 331  | 403  | 433  | 423  | 412  | 414  | 416  | 414  |
|               | 1968 | 1975 | 1982 | 1999 | 2006 | 2008 | 2011 | 2015 | 2017 | 2018 |